# Lexa Doig
Lexa Doig, all'anagrafe Alexandra Lecciones Doig (Toronto, 8 giugno 1973), è un'attrice canadese.
È nota al pubblico per aver interpretato il ruolo di Andromeda, intelligenza artificiale protagonista della serie televisiva Andromeda. E Talia Al ghul nella serie televisiva Arrow.

## Biografia
Figlia di Gloria B. Lecciones (originaria di Dumaguete City, nelle Filippine) e David W. Doig (WASP con origini scozzesi). All'età di sei anni, scrive e dirige per la scuola la sua prima rappresentazione dal titolo "Strawberry Shortcake", dando il ruolo di protagonista alla sua migliore amica. La passione per la recitazione e l'idea di diventare attrice comincia a nove anni, dopo aver visto la produzione di "Porgy and Bess", un'opera di George Gershwin, andata in scena nel teatro che i suoi genitori frequentavano. Negli anni del college al Don Mills Collegiate Institute, si iscrisse ad un corso di modelle dove venne notata da un agente che le fece ottenere parti importanti in diversi progetti. Ha poi scelto di ritirarsi dal suo ultimo anno di college per seguire la carriera di attrice.
Il 2 agosto 2003 si è sposata con l'attore Michael Shanks, incontrato sul set della serie televisiva Andromeda. La coppia ha avuto due figli: Mia Tabitha, nata il 13 settembre 2004, e Samuel David, nato il 19 marzo 2006.
Ha iniziato a lavorare come professionista a 19 anni, quando ha partecipato alla serie televisiva TekWar con William Shatner e Greg Evigan. Il suo primo film è stato Jungleground (1995) in cui si oppone a Roddy Piper. Dopo aver partecipato a molti show televisivi e alla serie Traders (1996) e Pianeta Terra - Cronaca di un'invasione nel 1997, ottiene il ruolo di Tina Backus nella serie CI5: The New Professionals nel 1999. È stata protagonista nel film No Alibi nel 2000.
Nel 2000 ha conquistato il ruolo di protagonista nella serie televisiva Andromeda in cui interpreta il ruolo di Andromeda (l'astronave del capitano Dylan Hunt) e Rommie (l'androide costruito da Harper). Fa qualche apparizione The Chris Isaak Show nel 2001, mentre nel 2002 ottiene il principale ruolo femminile nel film horror Jason X. Altre sue apparizioni si possono vedere in molti episodi della nona e decima stagione di Stargate SG-1 nel ruolo del Dr. Carolyn Lam, nella seconda stagione di 4400 nel ruolo della professoressa Wendy Paulson. Nel 2009 avuto il ruolo di Leah Pearlman nel remake di V. 
Nel 2012 ottiene il ruolo di Sonya Valentine nella serie di fantascienza Continuum.
Dal 2017 interpreta invece Talia Al ghul nella serie televisiva Arrow.

## Filmografia

### Cinema
- Jungleground, regia di Don Allan (1995)
- La verità sepolta (While My Pretty One Sleeps), regia di Jorge Montesi (1997)
- Senza alibi (No Alibi), regia di Bruce Pittman (2000)
- Jason X, regia di James Isaac (2001)
- The Green Film, regia di Andrew Williamson – cortometraggio (2008)
- Tactical Force, regia di Adamo P. Cultraro (2011)

### Televisione
- Siete pronti? (Ready or Not) – serie televisiva, 4x04 (1993-1997)
- The Hidden Room – serie televisiva, 2x20 (1993)
- TekWar: TekLords, regia di George Bloomfield – film TV (1994)
- TekWar – serie televisiva, 5 episodi (1994)
- F/X - The Illusion (F/X: The Series) – serie televisiva, 1x09 (1996)
- Taking the Falls – serie televisiva, 1x12 (1996)
- CI5: The New Professionals – serie televisiva, 13 episodi (1999)
- Traders – serie televisiva, 5 episodi (1999-2000)
- Code Name Phoenix, regia di Jeff Freilich – film TV (2000)
- Andromeda – serie televisiva, 106 episodi (2000-2005)
- Pianeta Terra: cronaca di un'invasione (Earth: Final Conflict) – serie televisiva, 3x21 (2000)
- The Tracker, regia di Jeff Schechter – film TV (2001)
- The Chris Isaak Show – serie televisiva, 2x13 (2002)
- 4400 (The 4400) – serie televisiva, 4 episodi (2005)
- Killer Instinct – serie televisiva, 1x08 (2005)
- Stargate SG-1 – serie televisiva 11 episodi - stagioni 9-10 (2005–2007)
- Eureka – serie televisiva, 2x11-3x03 (2007-2008)
- Second Sight, regia di Allan Harmon – film TV (2007)
- Ba'al, regia di Paul Ziller – film TV (2008)
- Fireball, regia di Kristoffer Tabori – film TV (2009)
- Supernatural – serie televisiva, episodio 5x04 (2009)
- V – serie televisiva, 6 episodi (2010)
- Health Nutz – serie televisiva, 1x06 (2011)
- Smallville (Smallville Beginnings) – serie televisiva, 10x06-10x16 (2011)
- Arctic Air – serie televisiva, 1x01-1x03-1x10 (2012)
- Continuum – serie televisiva, 25 episodi (2012-2014)
- I misteri di Aurora Teagarden - film TV, 15 episodi (2015-2022)
- Arrow – serie televisiva, 7 episodi (2017-2020)
- The Arrangement – serie televisiva, 19 episodi (2017-2018)
- Unspeakable – miniserie TV, puntate 06-07 (2019)
- Virgin River – serie televisiva, 9 episodi (2019-in corso)

## Doppiatrici italiane
Nelle versioni in italiano delle opere in cui ha recitato, Lexa Doig è stata doppiata da:
- Laura Lenghi in Jason X, Stargate SG-1
- Rita Baldini in Andromeda
- Stefania De Peppe in Continuum
- Rossella Acerbo in Virgin River

## Riconoscimenti
- 2002 – Cinescape Genre Face of the Future Award
  - Nominata – Miglior ruolo femminile nella serie televisiva Andromeda (2000) e Jason X (2001)